# Mein Flaschengeist und ich
Mein Flaschengeist und ich ist ein von Constantin Television im Auftrag von RTL produzierter Fernsehfilm. Die Komödie wurde in Berlin und Umgebung gedreht, die Erstausstrahlung erfolgte am 29. November 2009.

## Inhalt
Nachdem der gute Geist Eddie mehrfach über die Stränge schlägt und gegen die Standesgesetze verstößt, wird er vom hohen Rat der Geister dazu verurteilt, sein Dasein als Flaschengeist zu fristen, bis er befreit wird. Als die Hotelangestellte Paula ihn über 100 Jahre später befreit, ahnt Eddie noch nicht, was ihm bevorsteht: Seiner Zauberfähigkeiten beraubt, muss er nun seiner Herrin fünf Wünsche erfüllen. Dies gestaltet sich schon alleine deshalb schwierig, weil Paula ihn zunächst für einen dahergelaufenen Spinner hält. Um sie vom Gegenteil zu überzeugen, erfüllt ihr Eddie die ersten Wünsche, greift dabei mangels Zauberkräften allerdings auf harte Methoden zurück und droht so, auch noch mit den irdischen Gesetzeshütern in Konflikt zu treten.

## Kritik
„Turbulente Fantasy-Komödie und Geisterspaß, die leichtgewichtig unterhält.“

„Nach nervigem Einstieg folgt ein witziger Spaß, der humorvoll zeigt, dass man auch ohne Zauberkraft das Herz einer Frau erobern kann.“

## Trivia
Die Ermittlungen, die im Laufe des Filmes gegen Eddie laufen, stellen eine Parodie auf die Krimiserie CSI: Miami dar.